# Midlandsierschildpad
De midlandsierschildpad met wetenschappelijke naam Chrysemys picta marginata is een ondersoort van de sierschildpad. Ze komt voor in het midden van de Verenigde Staten en Canada. Ze werd in 1857 voor het eerst beschreven door Louis Agassiz.

## Eigenschappen

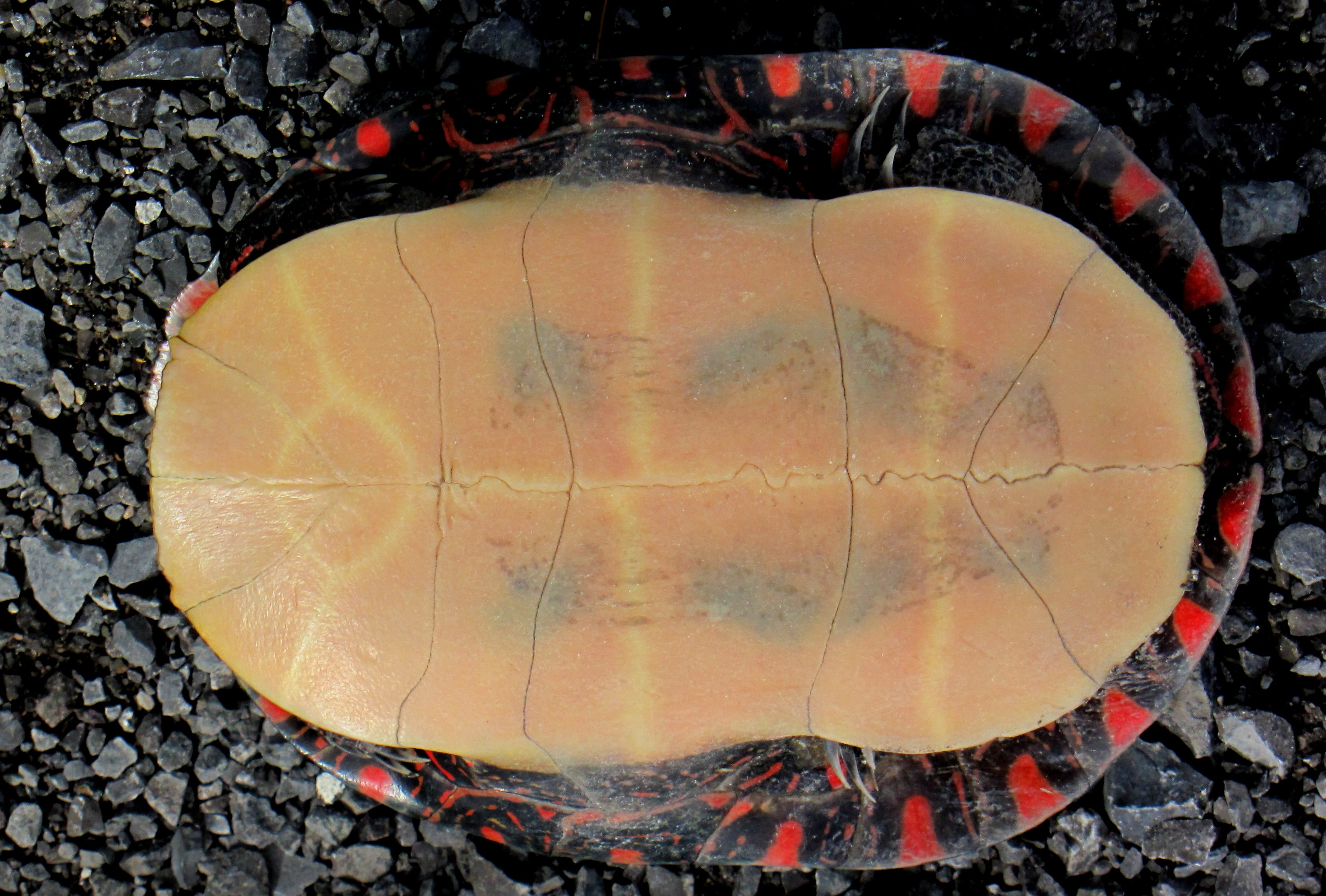
Het buikschild

De ondersoort is ontstaan als hybride van de andere ondersoorten. Het schild wordt 13 tot 18 cm lang. De naden van de hoornplaten op het rug- en buikschild gaan niet in elkaar over. De randen van de hoornplaten op het rugschild zijn donker en licht omzoomd. De lengtestreep op het midden van het schild is slecht ontwikkeld of geheel afwezig.

## Verspreiding

Verspreiding in oranje aangeduid.

In de Verenigde Staten komt de schildpad voor in de staten Georgia, Illinois, Indiana, Kentucky, Massachusetts, Michigan, New Hampshire, New York, Ohio, Pennsylvania, Tennessee, Vermont, West Virginia en Wisconsin. In Canada komt de ondersoort voor in de staten Ontario en Quebec.
De midlandsierschildpad komt in het noorden van het verspreidingsgebied voor rond delen van de Grote Meren en zuidelijk tot iets ten zuiden van de loop van de Tennesseerivier. Van alle ondersoorten heeft de midlandsierschildpad de grootste overlap in verspreidingsgebied met andere ondersoorten.